# フォー・ウェディング
『フォー・ウェディング』（Four Weddings and a Funeral）は、1994年にイギリスで制作された映画。マイク・ニューウェル監督によるロマンティック・コメディ。
この後、『ノッティングヒルの恋人』 などでヒットを飛ばす脚本家リチャード・カーティスとヒュー・グラントのコンビの第1作で、当初の予想に反して世界中でヒットした。
友人の結婚式で偶然出会った女性に一目惚れした男性が、本当の愛を見つけるまでを描く。

## ストーリー
独身のイギリス男性チャールズは、恋愛関係には不自由しないものの、結婚に関しては消極的でいた。今日も花婿付き添い人の務めがあるのに寝坊し、妹分の同居人スカーレットに叩き起こされ、式場にかけ込む。この結婚式でアメリカ女性キャリーと出会う。「どんな女性？」とフィオナに聞くと「アバズレ」と言われるが、運命を感じた彼はさっそく彼女にアタックする。彼女の泊まる「ボートマン」に行き、ベッドをともにするが、「婚約発表はいつにする？」と言われ、口ごもっているうちに、彼女はアメリカに帰る。
2つ目の結婚式でも遅刻しそうになる。初めての司祭のちぐはぐな儀式が始まる。キャリーと再会したのを喜んだのも束の間、彼女から「スコットランドの半分を持っている」というフィアンセを紹介される。愕然とする彼に追い討ちをかけるように、結婚を迫られて別れたばかりのヘンリエッタに「U2をドイツの潜水艦だと思うような私はバカよ」と泣きつかれるのをはじめ、パーティーは悪夢に。キャリーの誘いでパーティーを抜け出した彼は「寝酒を」と誘われ、再びベッドをともに。しばらく後、街でキャリーに偶然再会し、ウェディングドレス選びに付き合わされる。2人は互いの恋愛歴を語り、チャールズは初めて彼女に愛を告白するが、手遅れだった。
キャリーの結婚式の祝いの席で、年長の陽気な友人ギャレスが突如倒れる。
葬式の席で、同性愛の恋人マシューの弔辞（W・H・オーデンの詩「葬儀のブルース」 (Funeral Blues) ）が響く。それはこの世で結婚を許されなかった彼の、愛の誓いだった。
チャールズは、結婚とは何だろうと思い悩む。彼は迷いを捨てて、ヘンリエッタとの結婚を選ぶ。ところが、式の当日5分前に現われたキャリーが、離婚したと告げる。チャールズの心は激しく惑わされるが…。

## キャスト
※括弧内は日本語吹替（VHSおよび旧DVD版）
- チャールズ - ヒュー・グラント（井上倫宏）
- キャリー - アンディ・マクダウェル（山崎美貴）
- フィオナ - クリスティン・スコット・トーマス（宮寺智子）
- ギャレス - サイモン・キャロウ（宝亀克寿）
- スカーレット - シャーロット・コールマン
- トム - ジェームズ・フリート（斎藤志郎）
- マシュー - ジョン・ハナー（山路和弘）
- デヴィッド - デヴィッド・バウアー
- ハミッシュ - コリン・レッドグレイヴ
- ヘンリエッタ - アンナ・チャンセラー（小林さやか）
- 司祭 - ローワン・アトキンソン
- フォークデュオのメンバー - ニコラ・ウォーカー
- 日本語吹替版その他出演：紗ゆり、斎藤志郎、後藤哲夫、石波義人、清水明彦、佐々木敏、瀬畑奈津子、千種かおる、佐藤ユリ、福田裕子、小島敏彦、堀越真己、小山武宏、小山田詩乃、平田広明、益富信孝、山本道子
- 日本語吹替版制作スタッフ 演出：壺井正、翻訳：平田勝茂、調整：飯塚秀保、制作：グロービジョン

## 評価
レビュー・アグリゲーターのRotten Tomatoesでは72件のレビューで支持率は96%、平均点は7.70/10となった。Metacriticでは19件のレビューを基に加重平均値が81/100となった。

## 備考
登場する友人たちの中で、唯一安定した関係を築いていたのが、ギャレスとマシューのゲイカップルであった。しかし2人には「結婚」することが許されていない。「愛し合っているのに結婚できない」彼らと、「結婚できるのに踏み出せない」チャールズたちとが対照的に描かれ、不条理に対する皮肉を利かせている。なお、イギリスでは2005年にシヴィル・パートナーシップ法が施行され、結婚に準ずる権利が同性同士にも認められるようになり、2014年にはイングランドおよびウェールズで同性婚が可能となった（参考：同性結婚）。
また、のちに保守党政権で閣僚を歴任したアンバー・ラッドはエキストラ募集の協力をし、「貴族制考証」としてクレジットされ、また、作中の教会のシーンの一つに出演している。